# Minister za javno upravo Republike Slovenije
Minister za javno upravo Republike Slovenije je bil politični vodja Ministrstva za javno upravo Republike Slovenije, ki ga ja predlagal predsednik Vlade Republike Slovenije in imenoval Državni zbor Republike Slovenije ter je bil po Zakonu o Vladi Republike Slovenije član Vlade Republike Slovenije.
Funkcija ministra za javno upravo je bila 27. januarja 2012 ukinjena z ukinitvijo Ministrstva za javno upravo Republike Slovenije, ko je bilo slednje združeno z Ministrstvom za pravosodje Republike Slovenije. Danes to področje, ki ga je nekdaj predstavljal minister za javno upravo, spada pod Ministrstvo za notranje zadeve in javno upravo Republike Slovenije.
Trenutni minister za javno upravo je Franc Props.

## Seznam
Seznam oseb, ki so opravljale funkcijo ministra za javno upravo.
8. vlada Republike Slovenije
- Gregor Virant (imenovan 3. decembra 2004[4] – razrešen 7. novembra 2008[5])

9. vlada Republike Slovenije
- Irma Pavlinič Krebs (imenovana 21. novembra 2008[6] – odstopila 11. julija 2011[7])
- Borut Pahor (začasno samopooblaščen julija 2011[8] – razrešen 20. septembra 2011[9])

12. vlada Republike Slovenije
- Boris Koprivnikar (imenovan 18. septembra 2014 – september 2018)

13. vlada Republike Slovenije
- Rudi Medved (imenovan 13. septembra 2018 – 13. marec 2020)

14. vlada Republike Slovenije
- Boštjan Koritnik (13. marec 2020 – 1. junij 2022)

15. vlada Republike Slovenije
- Sanja Ajanović Hovnik (1. junij 2022 – 9. oktober 2023)
- Klemen Boštjančič (9. oktober 2023 – 7. december 2023; začasno pooblaščen)
- Franc Props (7. december 2023 – danes)